# (4749) Ledzeppelin
(4749) Ledzeppelin – planetoida z głównego pasa planetoid okrążająca Słońce w ciągu 5,22 lat w średniej odległości 3,01 au. Odkrył ją Nobuhiro Kawasato 22 listopada 1989 roku w Uenohara. Nazwa planetoidy pochodzi od brytyjskiej grupy Led Zeppelin, jednego z najbardziej wpływowych zespołów muzycznych w historii rocka.